# イサト酸
| イサト酸 | イサト酸                                                    |
| -------- | ----------------------------------------------------------- |
|          |                                                             |
| 別名     | N-カルボキシアントラニル酸 o-カルボキシフェニルカルバミン酸 |
| 分子式   | C8H7NO4                                                     |
| 分子量   | 181.15                                                      |

イサト酸（Isatoic acid）は、化学式がC8H7NO4の有機化合物であるが、遊離酸は不安定であり塩としてのみ存在する。
イサト酸無水物を塩基と反応させると塩が得られるが、この塩を無機酸や加熱処理するとイサト酸にならずにアントラニル酸と二酸化炭素に分解する。